# Aleksander Kazimierz Szembek
Aleksander Kazimierz Szembek herbu własnego (zm. w 1756 roku) – wojewoda sieradzki w latach 1729–1756, stolnik wielki koronny w latach 1712–1729, starosta lelowski, starosta bielski, halicki (nominacja 18 października 1712), kowelski i radomszczański (radomskowski). 
Ojciec – Franciszek Szembek (zm. 1693), matka – Anna Barbara, córka Krzysztofa Mikołaja Rupniowskiego. Rezydował głównie w Balicach pod Krakowem.
Był posłem na sejm 1724 roku z województwa krakowskiego.